# Hawaiian Open 1974
L'Hawaiian Open 1974 è stato un torneo di tennis giocato sul cemento. È stata la 1ª edizione dell'Hawaiian Open, che fa parte del Commercial Union Assurance Grand Prix 1974. Si è giocato a Maui negli Stati Uniti, dal 30 settembre al 6 ottobre 1974.

## Campioni

### Singolare
John Newcombe ha battuto in finale  Roscoe Tanner con il punteggio di 7–6, 7–6

### Doppio
Dick Stockton /  Roscoe Tanner hanno battuto in finale  Owen Davidson /  John Newcombe con il punteggio di 6–3, 7–6